# Oberbipp
Oberbipp is een gemeente en plaats in het Zwitserse kanton Bern, en maakt deel uit van het district Oberaargau.
Oberbipp telt 1.642 inwoners.